# Åke Eriksson (musiker)
Lars Åke Einar Eriksson född 24 april 1953 i Norrtälje, är en svensk musiker och kompositör som spelar trummor i banden Attack och Wasa Express. Han är en av låtskrivarna till Attacks stora hit "Ooa hela natten". Han använder sig av artistnamnet Doktor Åke, och turnerar även under detta namn med sin egen trumshow.

## Biografi
Under 1970-talet spelade Åke Eriksson med Wasa Express och i ett flertal olika proggband, bland annat EGBA och Kebnekajse. Under tidigt 80-tal var han en av stjärnorna i Per Cussion All Stars. Han spelade även i hårdrockgruppen Bedlam tillsammans med andra kända artister. (Därav hans tidigare smekmellannamn "Bedlam", numera droppat) 
Han har även (i rollen som "Dr. Åke") varit programledare i Radio Stockholm, Sveriges Radio och Radio Nova under ett antal år, där han spelat musik från sin egen musiksamling med företrädesvis 60-talspop. Eriksson har även agerat skådespelare och spelat rollen som "Blödaren" i Hans Hatwigs "rockrysare" med samma namn.
Under senare  år har han spelat i bland annat Gudibrallan, Thorsten Flincks band och Eddie Meduzas band. Han är i dag aktiv med Wasa Express, Stockholm Rockers, Eddie Meduza lever, EGBA och Attack. Han är även aktiv som trumlärare.
Åke Eriksson har även sedan 2018 podcasten Popnördspodden tillsammans med Ulf Henningsson.